# Photographie infrarouge

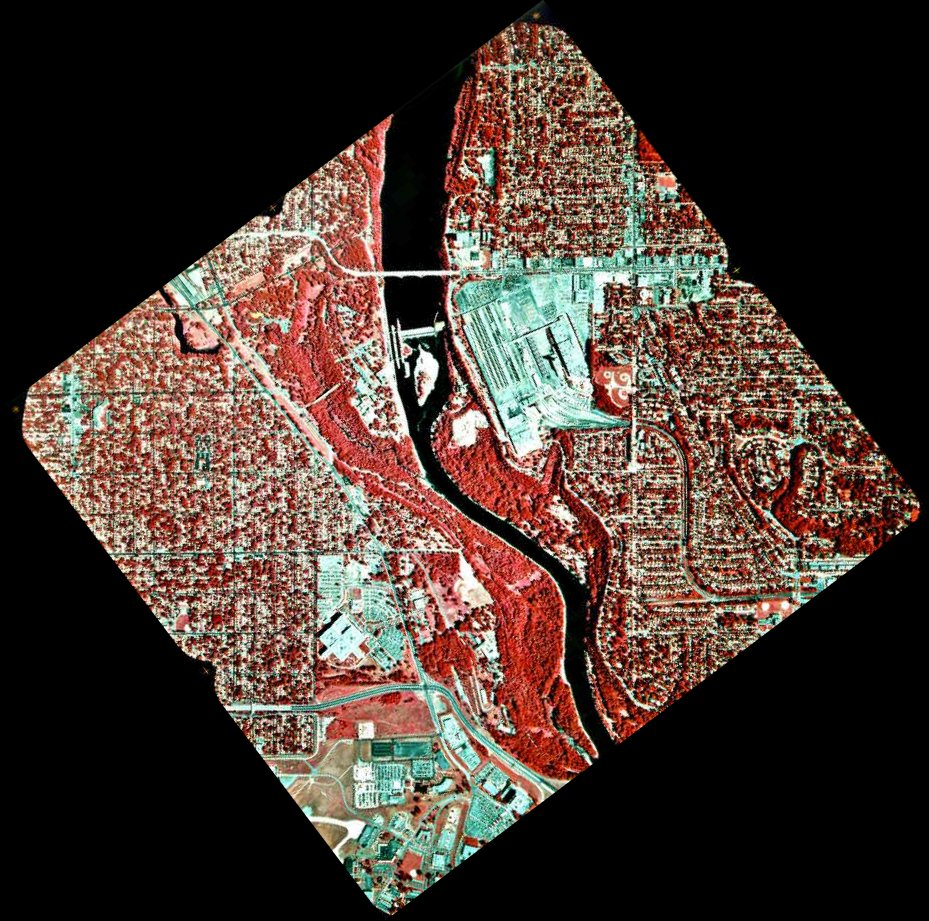
Image infrarouge du fleuve Mississippi, traversé par un pont et un barrage, entre des feuillages à gauche (en rouge) et des zones de constructions et de parkings à droite (en bleu).

En photographie infrarouge, la pellicule ou le capteur photographique utilisés sont sensibles à la lumière infrarouge. La partie du spectre captée est en fait l’infrarouge proche, d'une longueur d'onde de 700 à environ 900 nm (proche du spectre visible), différente de l’infrarouge lointain, utilisée pour l'imagerie thermique. Un filtre infrarouge est habituellement ajouté à l'appareil photographique, pour filtrer la lumière visible et ne laisser passer que la lumière infrarouge (ces filtres semblent donc noirs, ou rouge très foncé).
Les images obtenues sont en fausses couleurs ou en noir et blanc, d'un aspect onirique grâce aux feuillages et aux herbes qui paraissent être rougeoyants ou blancs comme de la neige. Cette apparence est appelée effet Wood, du nom du pionnier de type de prise de vue Robert W. Wood. Les ciels apparaissent noirs, d'où ressortent nettement les nuages qui restent très blancs. Enfin, les portraits pris en infrarouge montrent une peau laiteuse, ainsi que des yeux souvent noirs.

## Historique
Jusqu'aux années 1900, la photographie infrarouge était impossible à cause des émulsions d'halogénure d'argent qui n'étaient pas sensibles à ces radiations. Les premières photos infrarouges ont été publiées dans l'édition d'octobre 1910 du journal de la Royal Photographic Society, illustrant un article de Robert W. Wood, le pionnier qui donna son nom à l'effet Wood. Le centenaire de cet évènement sera d'ailleurs coorganisé par la RPS en 2010. Comme les photographies de Wood se faisaient avec un film qui demandait de très longues durées d'exposition, la plus grande partie de ses prises de vue concernaient des paysages. Certaines des photographies de Wood faites en Italie en 1911 furent faites sur des plaques fournies par Kenneth Mees de la société Wratten & Wainwright. Mees prit quelques photos infrarouges au Portugal en 1910, qui sont maintenant conservées dans les archives Kodak. Des plaques photographiques et des teintures sensibles aux infrarouges furent produites aux États-Unis durant la Première Guerre mondiale, pour améliorer la qualité des photographies aériennes (qui étaient moins gênées par les brumes). Après 1930, des fabricants, dont Kodak, fournirent des émulsions utilisées pour l'astronomie infrarouge.

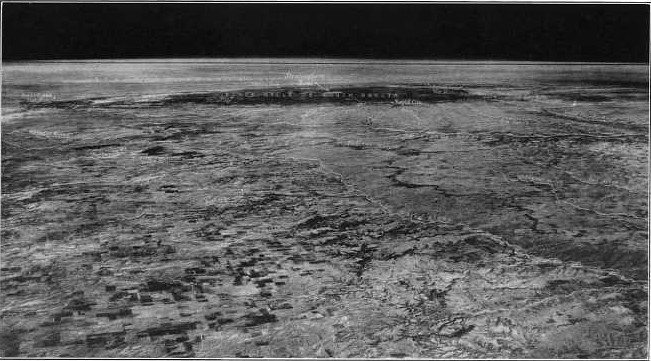
Kodak, 1935, A.W. Stevens

C'est au cours des années 1930, avec la mise à disposition des premières pellicules utilisables, que la photo infrarouge devint accessible au public. En 1937, 33 pellicules différentes étaient disponibles sur le marché, produites par cinq fabricants, dont Agfa, Kodak et Ilford.
Des scènes de films de genre nuit américaine furent tournées avec ce genre de pellicules, comme dans les scènes aériennes de nuit dans le film Fiancée contre remboursement de James Cagney et Bette Davis. Dans les années 1940, Kodak développa la pellicule Kodacolor Aero-Reversal ; ce fut la première version de la série Ektachrome Infrared Aero Film qui diffusa la technique de photo infrarouge en fausses couleurs. Ce film fut produit en 35 mm dans les années 1960, jusqu'à la version Kodak Aerochromme III Infrared Film 1443.

### Popularité dans les années soixante

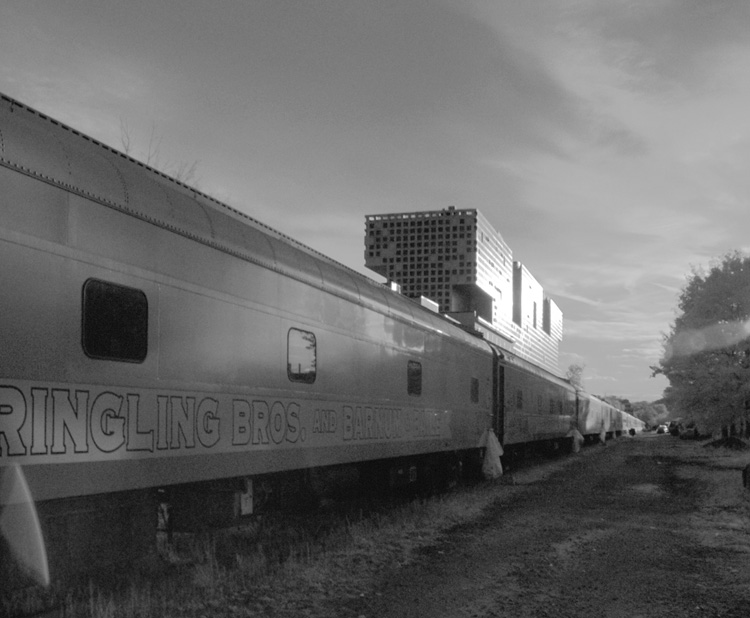
Une photo infrarouge d'un train du cirque Ringling Brothers (Cambridge, Massachusetts).

La photo infrarouge devint vraiment populaire dans les années 1960, lorsque plusieurs artistes l'utilisèrent : Jimi Hendrix, Donovan, Frank Zappa et Grateful Dead utilisèrent tous ce genre de photo pour la couverture d'un de leurs albums. Jean-Louis Swiners fit des essais pour Réalités, non concluants et non publiés. Les couleurs et effets étranges de ces photographies cadraient bien avec l'esthétique  de la vague psychédélique qui apparaissait alors. Si pour certains, cette technique ne relève que du simple procédé, certains artistes comme Elio Ciol l'utilisèrent comme dérivé du noir et blanc.
Avec l'apparition de la photographie numérique, la photo infrarouge gagne en popularité. Elle est vendue comme œuvre d'art dans les galeries.

## Mise au point pour l'infrarouge

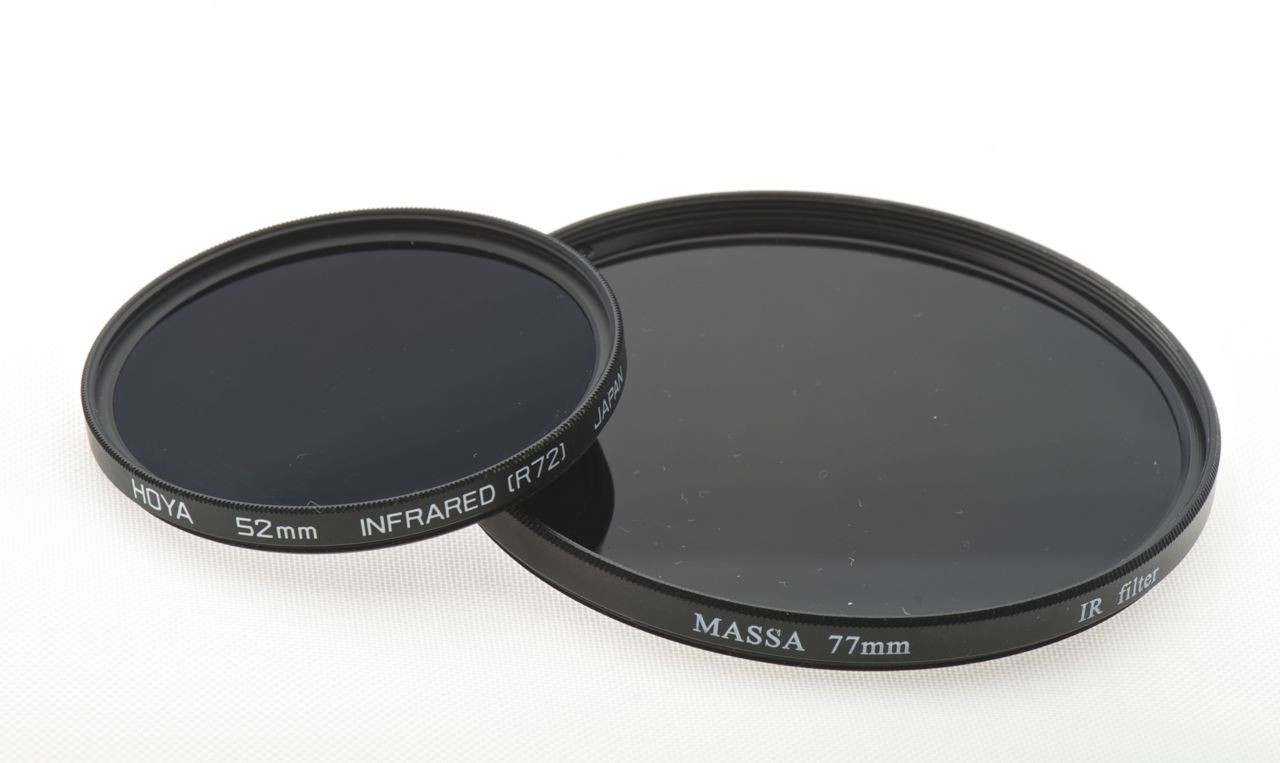
Filtres infrarouges.

Une particularité de la photo infrarouge tient dans la mise au point : la focalisation de la lumière infrarouge est décalée par rapport à la lumière visible à cause de sa longueur d'onde différente ; la mise au point doit donc être décalée. Si la plupart des objectifs à mise au point manuelle pour reflex 35 mm ou moyen format disposaient d'un repère de mise au point spécifique (un point, une ligne, un diamant, souvent accompagnés de la lettre 'R'), les objectifs autofocus récents n'en disposent plus. La difficulté est que les autofocus ne peuvent pas fonctionner puisqu'ils sont aveuglés par le filtre. Il faut donc placer l'appareil sur trépied, faire le point manuellement, puis visser le filtre pour prendre la photo. En l'absence de repère de mise au point, Il vaut mieux fermer le diaphragme pour maximiser la profondeur de champ et éviter les sujets flous (par contre, les problèmes de diffraction empêchent de fermer au-delà de f/16 ou f/22). Les repères de mise au point pour l'infrarouge dépendent en partie du filtre et de la pellicule utilisée, il est de ce fait de toute façon nécessaire de faire des tests. Seuls les objectifs apochromatiques (APO) modernes ne sont pas sensibles à ce décalage. Enfin, les objectifs sont calculés pour être optimaux face à la lumière visible, sont alors moins bien adaptés aux longueurs d'onde de l'infrarouge. En conséquence, la qualité d'une photo infrarouge sera inférieure à celle d'une photo sur le spectre visible.

## Pellicules

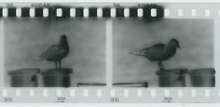
Négatifs voilés par le compteur de prise de vue d'un Minolta Maxxum 4.

La plupart des appareils photo conventionnels peuvent être utilisés pour la photo infrarouge proche. La prise de vue en infrarouges éloignés du spectre visible, appelée thermographie, requiert du matériel spécifique.
Avec de la patience et de l'ingéniosité, la plupart des pellicules peuvent être utilisées[réf. nécessaire]. Par contre, certains boîtiers des années 1990, qui utilisent des capteurs infrarouges pour repérer les trous d'entrainement des pellicules, peuvent voiler les négatifs.

### Pellicules noir et blanc
Les pellicules noir et blanc infrarouge sont sensibles aux longueurs d'onde entre 700 et 900 nm (spectre infrarouge proche), et, pour la plupart, à la lumière bleue. Ce type de pellicule demande des temps de développement spécifiques, mais avec les mêmes produits que les pellicules normales.

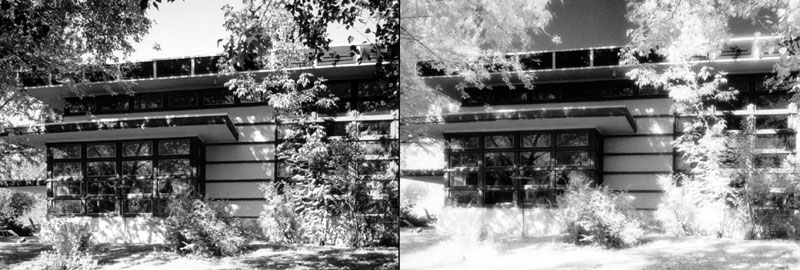
Walter Rudin House de l'architecte Frank Lloyd Wright : film panchromatique à gauche, infrarouge à droite.

Les photos avec films négatifs infrarouges ressemblent beaucoup à celles prises avec des pellicules classiques, car la lumière bleue imprime le film d'une façon qui cache les effets de la lumière infrarouge. Des filtres sont donc utilisés pour supprimer les longueurs d'onde correspondant au bleu, comme les filtres orange (15 ou 21) ou rouge (23 ou 25) laissent passer une part de lumière bleue, les filtres rouge sombre (29) très peu, et les filtres opaques (72) ne laissent passer que les longueurs d'onde correspondant aux infrarouges.
Certaines pellicules, comme les Kodak High Speed Infrared (HIE) black-and-white, montraient un halo lumineux sur les photos. Cet effet n'est pas dû à une quelconque caractéristique des pellicules infrarouges, mais à un problème de conception de certaines d'entre elles : elles ne disposaient pas de couche anti-halo, qui évite que la lumière traverse le film, rebondisse sur le boîtier et s'imprime à nouveau sur la pellicule, y formant un halo. Pour les mêmes raisons, celles-ci doivent être chargées et déchargées dans le noir total.
En novembre 2007, Kodak annonce l'arrêt de la production des HIE 35 mm, pour des raisons de coût de revient.

### Pellicules couleur

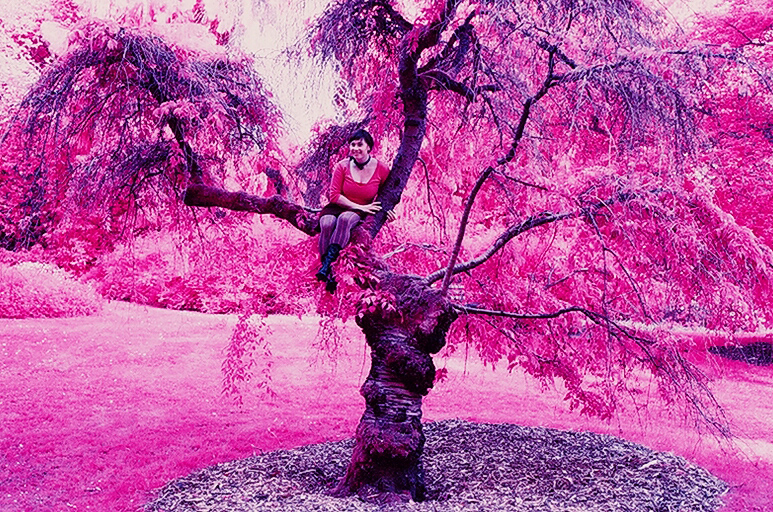
Exemple de photo infrarouge couleur.

Les pellicules couleurs inversibles (diapo) disposent de trois couches sensibles, dont deux captant les lumières verte et rouge, la troisième captant les infrarouges. Toutefois, la couche pour le vert étant également sensible à la lumière bleue, elles doivent être utilisées avec un filtre jaune ou orange pour éviter un rendu trop bleuté. Moyennant quoi, la lumière verte apparaitra en bleu dans l'image, la lumière rouge en vert, et le proche infrarouge en rouge. L'activité chlorophyllienne des feuillages peut être déduite de leur dominance en vert et infrarouge sur la photo, indiquant son stade de développement ou son état sanitaire.
Les premières pellicules devaient être développées avec le traitement E-4, mais Kodak développa ensuite un film développable avec les produits classiques E-6, bien que les meilleurs résultats étaient obtenus avec le procédé Traitement AR-5. En général, ces pellicules ne demandaient pas d'utiliser une mise au point décalée pour l'infrarouge, ni d'être déchargées dans l'obscurité.
Kodak a annoncé l'arrêt de la production des Ektachrome Professional Infrared (EIR) 35 mm, pour des raisons de coût de revient.

## Appareils numériques

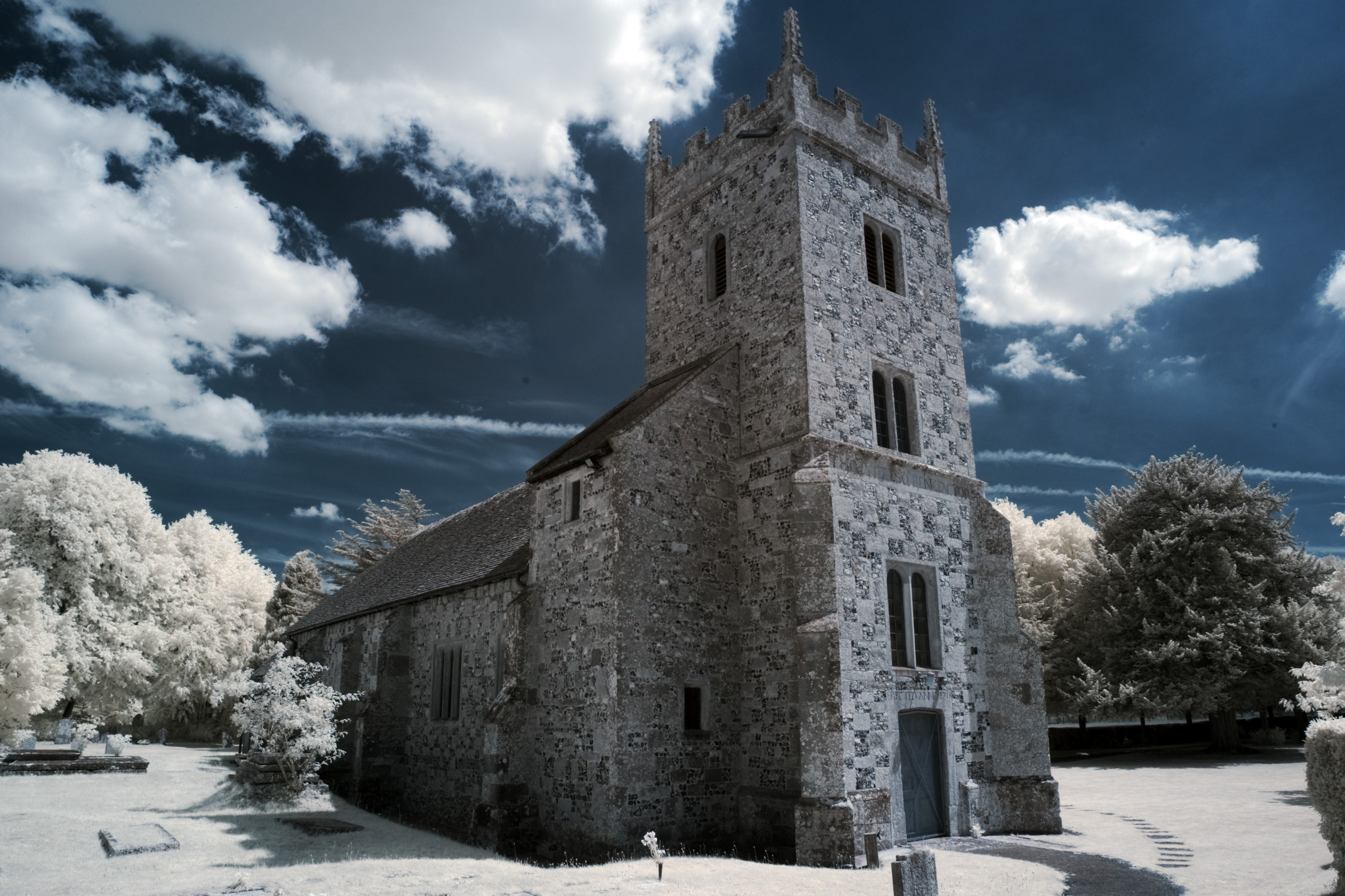
Exemple de photographie infrarouge numérique en couleur, avec inversion des canaux et pris avec un appareil dont le filtre anti-infrarouge du capteur a été démonté.

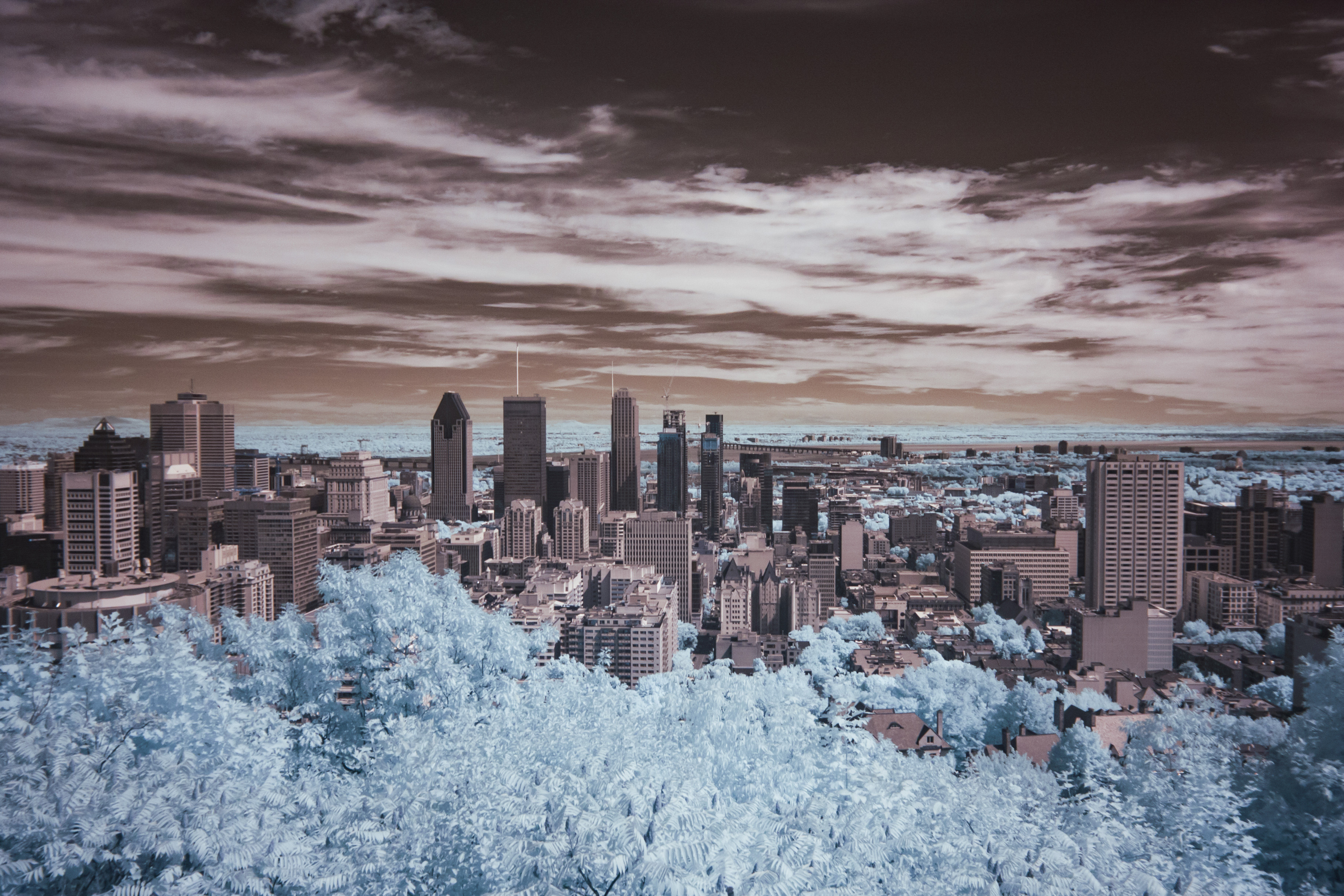
Autre exemple de photographie infrarouge numérique, sans inversion des canaux.

Les capteurs des appareils numériques sont d'origine sensible à la lumière infrarouge, ce qui poserait un problème en utilisation normale puisque l'autofocus serait perturbé, et les couleurs rouges sursaturées. Les capteurs sont donc surmontés d'un filtre qui bloque les infrarouges, ce qui rend ces appareils difficiles à utiliser pour la photo IR : de très longues poses sont nécessaires, ce qui provoque du bruit numérique ou des flous de bougé. Certains objectifs, à cause de leur traitement multicouche optimisé pour la lumière visible, créent un halo au centre de la photo.

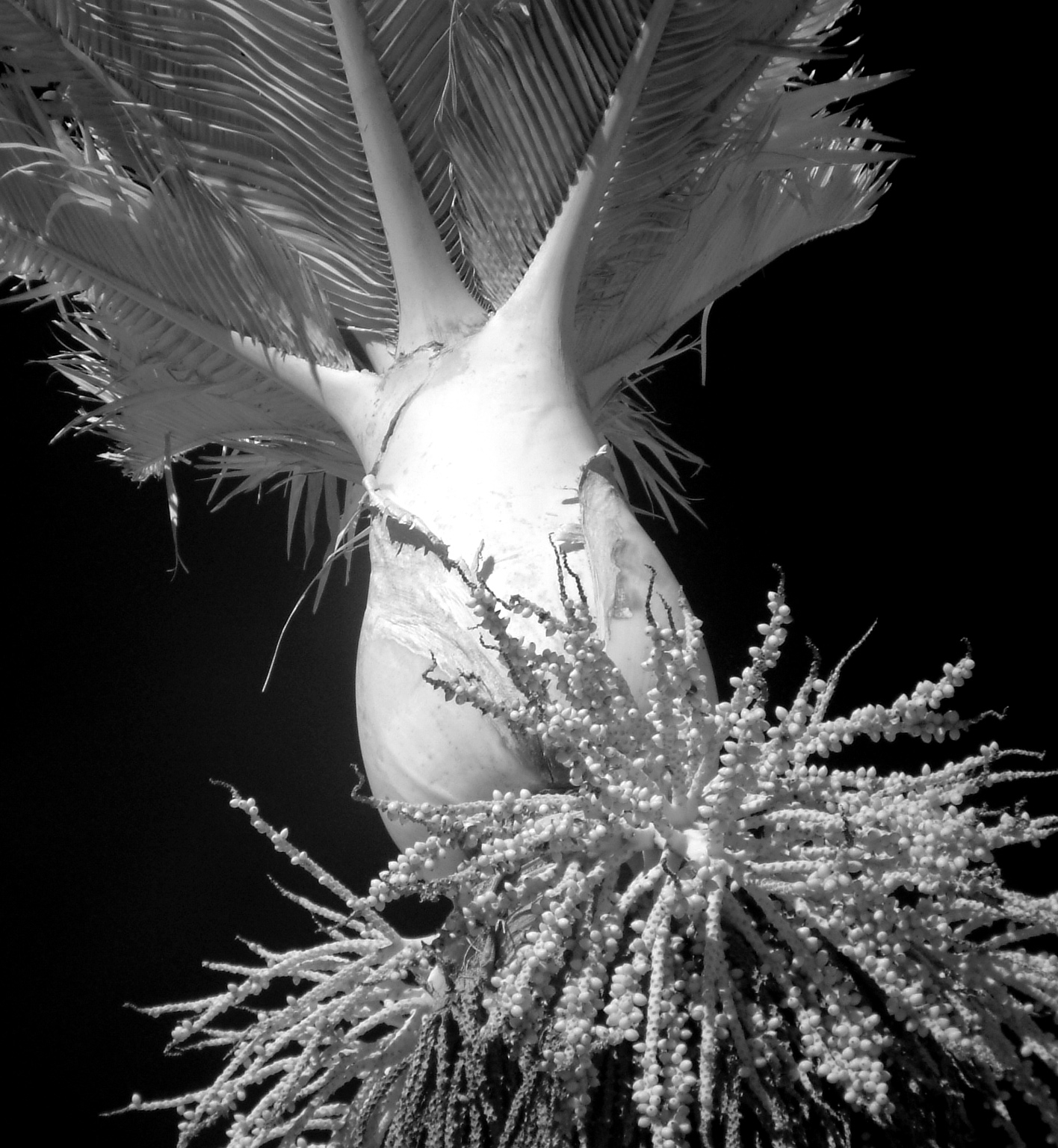
Un palmier Nikau sur fond de ciel bleu : ce fort contraste est typique de la photo IR en extérieur.

Une technique est donc de démonter le filtre infrarouge ; la prise de vue se fait ensuite normalement, à l'exception du décalage de la mise au point. Dans ce cas, le halo provoqué par certains objectifs disparaît. Les photosites bleus et verts des capteurs continuant de fonctionner, il est possible d'obtenir des images en couleur. Les quelques boîtiers utilisant des capteurs Foveon X3, moins protégés contre les IR, sont plus facilement utilisables. Le Sigma SD14, est un cas particulier, puisque son filtre anti-IR est monté devant le miroir, et est démontable et remontable très facilement. Phase One commercialise des dos numériques (moyens formats) sensibles aux IR. Il est habituel d'ajouter un filtre qui bloque la lumière visible (pour ne conserver que l'infrarouge), mais il est possible de s'en passer, pour profiter d'un mélange de couleurs naturelles et de l'effet Wood. Les disquettes peuvent aussi être utilisées comme filtre DIY. Sony a commercialisé deux appareils, Les DSC-F717 et DSC-F828, dont le filtre infrarouge devant le capteur pouvait pivoter, permettant ainsi de prendre des photos en infrarouge.
Il n'y a par contre, pas de méthode pour obtenir directement d'image couleur infrarouge comme l'on en obtenait en argentique. La seule solution est de faire deux clichés, l'un en couleur, l'autre en infrarouge, et de les mélanger ensuite en post-traitement (en remplaçant le canal rouge de la photo couleur par la photo infrarouge).
Fuji a produit des appareils photo à but criminalistique ou médical qui n'ont pas de filtre anti-IR. Le premier, le S3 PRO UVIR, avait en plus une sensibilité aux ultraviolets. A aussi été commercialisé le IS-1, un appareil non réflex dérivé du FinePix S9100, sans sensibilité aux ultraviolets. En 2007, Fuji présenta une nouvelle version basée sur le Nikon D200/FujiFilm S5 appelé l'IS Pro. Ces modèles sont réservés à la vente aux professionnels, qui doivent s'engager à ne pas les utiliser « à des fins contraires à l'éthique ».
En astronomie, il est intéressant de capter la raie Hα (656,3 nm) que l'œil humain perçoit comme un rouge pur. Cependant, comme l'œil est moins sensible à ces radiations que dans l'orangé, vers 600 nm, le filtre anti-infrarouge équipant un boitier numérique standard atténue aussi fortement cette couleur. Pour tenir compte de ce problème, le fabricant Canon a réalisé pour certains de ses boitiers reflex une version "astronomie" dans laquelle le filtrage du rouge profond et du proche infrarouge a été atténué.
Les capteurs de satellites et les capteurs thermographiques sont sensibles à des longueurs d'onde plus larges, et utilisent des technologies différentes de celles des appareils photographiques. En particulier, ils sont équipés de refroidisseurs, pour supprimer les rayonnements dégagés par l'appareil à cause de sa température.